# Moj ljubimyj kloun
Moj ljubimyj kloun (russisk: Мой любимый клоун, da.: Min yndlingsklovn) er en sovjetisk spillefilm fra 1986 instrueret af Jurij Kusjnerjov efter manuskript af Nikita Mikhalkov og Aleksandr Adabasjan.

## Medvirkende
- Oleg Mensjikov som Sergej Sinitsin
- Ilja Tjurin
- Vladimir Ilin som Roman
- Tatjana Dogileva
- Natalja Sajko